# Kruset skræppe
Kruset skræppe (Rumex crispus) er en flerårig urt, der i Danmark vokser på f.eks. enge og dyrket jord. Den ligner klippeskræppe og byskræppe, men blomsternes indre blosterblade har ovale "bruskkorn".

## Udseende
Kruset skræppe kan i Danmark blive mellem 40 og 100 centimeter høj. De karakteristiske, stærkt krusede blade bliver op til 25 centimeter lange.
Arten blomstrer mellem juli og august. Blomsterne sidder i tætte bundter og ligner ikke det man i daglig tale kalder for blomster. Hver blomst har seks støvdragerere som skjules af seks grønne blosterblade, hvoraf de tre inderste vokser sig større. Frugten er en rødligbrun, skarpt trekantet, blank nød.
De indre blosterblade har en knold på midten (bruskkorn), som kan anvendes til at skelne arten fra byskræppe. Blomsten ydre udformning gør at den kan flyde på vandet og gør at den lettere fæstner sig i pelsen hos dyr. Stilken er rund og kan, lige som bladene, have en rødagtig tone. Under højsommeren tørrer hele planten til en dyb brun farve.

## Udbredelse
Vokser ofte på tangopskyl, ved vejkanter, omkring gårde, i områder med ruderatmarker og på enge. I det dyrkede land kan kruset skræppe være et problem i haver, græsmarker, frøgræsmarker samt i andre flerårige kulturer. Roden er meget sejlivet. Blot en lille rodstump er nok til at danne en ny plante, så snart rodstumpen kommer i berøring med jorden.
Den er almindelig i Danmark, Sverige syd for Stockholm og i Finland forekommer endnu længere mod nord. Den forekommer desuden i alle USAs delstater.

## Anvendelsesområder
Før i tiden blev roden anvendt som ekstrakt eller pulver til at behandle både fnat og dysenteri. De unge skud kan spises og indeholder både A-vitaminer og protein. Efterhånden som planten bliver ældre får den en mere bitter smag.